# スターツ笠間ゴルフ倶楽部
スターツ笠間ゴルフ倶楽部（スターツかさまゴルフくらぶ）は、茨城県笠間市にあるゴルフ場である。

## 概要
前身は「笠間東洋ゴルフ倶楽部」である。新たなゴルフ場の建設に向けて「東洋プロパティ株式会社」（旧・三和銀行グループ）を親会社とし、東洋企業グリーン開発株式会社によって経営されていた。建設用地は笠間市池野辺地区の余裕を持った敷地に、コース設計を井上誠一に依頼し、1985年（昭和60年）10月12日、18ホール規模のゴルフ場が開場された。
茨城県には井上が設計したコースが、本コースを含め計5コース存在し、都道府県の中では最多である。
井上は1981年（昭和56年）11月26日に亡くなったが、4年後の1985年（昭和60年）に開場され、遺作となったコースである。笠間東洋ゴルフ倶楽部は、井上にとって最後の設計作品であり、設計家として集大成されたコースと言われている。設計思想である自然美と人工美が巧みに調和され、コースレイアウトの雄大さなど各ホールの随所にわたり表現されている。また、クラブハウスは文化勲章受章者であり日本の代表的な建築家・村野藤吾の設計である。村野はクラブハウスの構想を練るため、井上のコース計画を聞き、コース全体のイメージを確認するために井上と現場を見て回ったという。
2012年（平成24年）6月1日、旧・笠間東洋ゴルフ倶楽部を経営する東洋企業グリーン開発は、スターツグループの持株会社「スターツコーポレーション株式会社」にゴルフ場事業を譲渡することを決定した。譲渡に至った理由は、リーマンショックによる景気低迷や来場者数の減少などで赤字が続いたことなどである。2012年（平成24年）7月1日、「スターツ笠間ゴルフ倶楽部」に名称が変更され、スターツ笠間ゴルフ倶楽部株式会社が運営を行うことが決まった。

## 所在地
茨城県笠間市池野辺2340-1

## コース情報
- 開場日 - 1985年10月12日
- 設計者 - 井上誠一
- コースタイプ - 丘陵コース
- コース - 18ホールズ、パー72、6,972ヤード、コースレート72.4
- フェアウェー - コウライ
- ラフ - ノシバ
- グリーン - 2グリーン、ベント（ペンクロス）
- ラウンドスタイル - 全組キャディ付、電磁乗用カートキャディ、1組4人が原則、状況によりツーサム可、乗用カート（5人乗り）リモコン式
- 練習場 - 16打席260ヤード
- 休場日 - 月曜日（月曜日が祝日の場合は火曜日）、12月31日、1月1日、その他休業日あり[3]

## クラブ情報
- ハウス設計 - 村野藤吾
- ハウス施工 - [3]

## ギャラリー
- コース - 「スターツ笠間ゴルフ倶楽部」、コースガイド、2021年9月16日閲覧
- ハウス - 「スターツ笠間ゴルフ倶楽部」、施設紹介、2021年9月16日閲覧

## 交通アクセス
- 鉄道 - JR常磐線 - 友部駅より クラブバス利用 約15分[4]
- 道路 - 常磐自動車道 - 水戸ICより 7Km 約15分[4]